# Anatoli Banichevski
Anatoli Andreïevitch Banichevski (en russe : Анатолий Андреевич Банишевский), né le 23 février 1946 à Bakou, mort le 10 décembre 1997, était un footballeur et entraîneur soviétique.

## Statistiques
| Saison                | Club                  | Championnat           | Championnat | Championnat | Coupe(s) nationale(s) | Coupe(s) nationale(s) | Union soviétique | Union soviétique | Total | Total |
| Saison                | Club                  | Division              | M.          | B.          | M.                    | B.                    | M.               | B.               | M.    | B.    |
| 1964                  | Neftianik Bakou       | D1                    | 20          | 3           | 1                     | 1                     | -                | -                | 21    | 4     |
| 1965                  | Neftianik Bakou       | D1                    | 27          | 8           | 1                     | 0                     | 8                | 7                | 36    | 15    |
| 1966                  | Neftianik Bakou       | D1                    | 14          | 12          | -                     | -                     | 13               | 4                | 27    | 16    |
| 1967                  | Neftianik Bakou       | D1                    | 21          | 13          | 4                     | 0                     | 12               | 5                | 37    | 18    |
| 1968                  | Neftchi Bakou         | D1                    | 18          | 8           | 3                     | 3                     | 7                | 0                | 28    | 11    |
| 1969                  | Neftchi Bakou         | D1                    | 7           | 1           | -                     | -                     | -                | -                | 7     | 1     |
| 1970                  | Neftchi Bakou         | D1                    | 24          | 6           | 4                     | 2                     | -                | -                | 28    | 8     |
| 1971                  | Neftchi Bakou         | D1                    | 28          | 10          | 5                     | 5                     | 3                | 1                | 36    | 16    |
| 1972                  | Neftchi Bakou         | D1                    | 26          | 10          | 2                     | 1                     | 7                | 2                | 35    | 13    |
| 1973                  | Neftchi Bakou         | D2                    | 30          | 22          | 3                     | 0                     | -                | -                | 33    | 22    |
| 1974                  | Neftchi Bakou         | D2                    | -           | -           | -                     | -                     | -                | -                | 0     | 0     |
| 1975                  | Neftchi Bakou         | D2                    | 17          | 6           | -                     | -                     | -                | -                | 17    | 6     |
| 1976                  | Neftchi Bakou         | D1                    | 29          | 12          | 2                     | 0                     | -                | -                | 31    | 12    |
| 1977                  | Neftchi Bakou         | D1                    | 9           | 3           | -                     | -                     | -                | -                | 9     | 3     |
| 1978                  | Neftchi Bakou         | D1                    | 18          | 7           | 5                     | 3                     | -                | -                | 23    | 10    |
| Total sur la carrière | Total sur la carrière | Total sur la carrière | 288         | 121         | 30                    | 15                    | 50               | 19               | 368   | 155   |

## Palmarès

### De joueur
En sélection
- International soviétique (50 sél., 19 buts) entre 1965 et 1972, dont 5 matchs en Coupe du monde et 1 but.
- International olympique soviétique (4 sél., 1 buts) en 1967 et 1968.

## Distinctions personnelles
- Joueur en or de l'Azerbaïdjan : 2003 (Jubilé de l'UEFA)